# Волфганг Дитрих фон Кастел-Ремлинген
Волфганг Дитрих фон Кастел-Ремлинген (на немски: Wolfgang Dietrich zu Castell-Remlingen) от род Кастел е от 1668 до 1709 г. владетел на Кастел-Ремлинген и бургграф на Алцай. Управлява заедно с брат си Фридрих Магнус (1646 – 1717). Той има също служби в Маркграфство Ансбах и в Курпфалц.

## Биография
Роден е на 6 януари 1641 година в Ремлинген. Той е вторият син на граф Волфганг Георг I фон Кастел-Ремлинген (1610 – 1668) и графиня София Юлиана фон Хоенлое-Валденбург-Пфеделбах (1620 – 1682), дъщеря на граф Лудвиг Еберхард фон Хоенлое-Валденбург-Пфеделбах († 1650) и Доротея фон Ербах († 1643). По-големият му брат Георг Лудвиг († 1639) умира като дете.
Волфганг Дитрих следва няколко години в университета в Тюбинген. След смъртта на баща му през 1668 г. той става управляващ граф на Кастел заедно с по-малкия си брат Фридрих Магнус.
През 1672 г. Волфганг Дитрих започва служба в маркграфство Ансбах. Той става таен съветник и съръководи политиката на маркграфството. Той се мести от Кастел в Нойщат ан дер Айш. През 1678 г. той става гросхофмайстер, таен съветник и бургграф на Алцай на служба при курфюрст Карл Лудвиг фон Пфалц.
Там той има успех в политиката. Той изключва френския крал Луи XIV от избора за император. В Пфалц той служи и при курфюрстовете Карл II и Филип Вилхелм. През 1687 г. той напуска всичките си служби, за да се посвети повече на управлението на Графство Кастел.
От 1689 до 1695 г. графът е директор на франкския графски колегиум. Волфганг Дитрих граф и господар на Кастел-Ремлинген умира на 8 април 1709 г. на 68 години в Кастел и е погребан в църквата Св. Йоан в Кастел.

## Фамилия
Първи брак: на 7 юли 1667 г. в Ремлинген с Елизабет Доротея Шенкин цу Лимпург-Оберзонтхайм (* 10 октомври 1639; † 21 декември 1691), дъщеря на Лудвиг Казимир Шенк фон Лимпург-Зонтхайм (1611 – 1645) и Доротея Мария фон Хоенлое (1618 – 1695). Те имат децата:
- София Доротея (1668 – 1732)
- Христиана Теодора (1669 – 1674)
- Шарлота Юлиана (1670 – 1696), омъжена на 3 февруари 1695 г. в Кастел за граф Йохан Фридрих фон Кастел-Рюденхаузен (1675 – 1749)
- Луиза Флорина (1672 – 1676)
- Христиана Елизабет (1674 – 1717)
- Карл Фридрих Готлиб (1679 -1743)

Втори брак: на 7 март 1693 г. с графиня Доротея Рената фон Цинцендорф-Потендорф (* 13 април 1669; † 22 февруари 1743), дъщеря на граф Максимилиан Еразмус фон Цинцендорф-Потендорф (1633 – 1672) и Анна Амалия фон Дитрихщайн (1638 – 1696). Те имат децата:
- Елеонора Августа Амалия (1693 – 1712)
- Волфганг Георг II (1694 – 1735)
- Шарлота Юлиана (1670 – 1696), омъжена на 3 февруари 1695 г. в Кастел за граф Йохан Фридрих фон Кастел-Рюденхаузен (1675 – 1749).
- Лудвиг Теодор (1698 – 1698)
- Каролина Фридерика Луиза (1702 – 1748)
- София Теодора (1703 – 1777), омъжена на 2 септември 1721 г. в Кастел за граф Хайнрих XXIX Ройс-Еберсдорф (1699 – 1747)
- Август Франц Фридрих (1705 – 1767)
- Лудвиг Фридрих (1707 – 1772)